# Biến thái không hoàn toàn
Biến thái không hoàn toàn ở động vật là kiểu phát triển mà con non phát triển chưa hoàn thiện, trải qua nhiều lần lột xác để biến đổi thành con trưởng thành.

## Giai đoạn
Có ba giai đoạn trong sự biến thái không hoàn toàn lần lượt gọi là giai đoạn trứng, giai đoạn nhộng và giai đoạn trưởng thành. Một con cái trưởng thành đẻ trứng khi giao phối với một con đực có khả năng sinh sản. Vỏ trứng có tác dụng bảo vệ và bao bọc khi gặp điều kiện thích hợp thì trứng sẽ nở. Những con non đại diện cho giai đoạn sơ khai của vòng đời. Nhộng trông chủ yếu giống con trưởng thành, nhưng kích thước nhỏ hơn và thói quen ăn uống của chúng cũng giống như con trưởng thành. Khi nhộng phát triển, chúng rụng bộ xương ngoài để cơ thể phát triển lớn. Thông thường, sau bốn đến tám lần lột xác, nhộng trở thành con trưởng thành, thường có cánh. Ở giai đoạn trưởng thành, chúng không thay lông và bắt đầu lang thang tìm kiếm bạn khác giới để giao phối. Vì vậy, có cánh trong giai đoạn đó có lợi cho họ.